# Belone svetovidovi
Belone svetovidovi é uma espécie de peixe pertencente à família Belonidae.
A autoridade científica da espécie é Collette & Parin, tendo sido descrita no ano de 1970.

## Portugal
Encontra-se presente em Portugal, onde é uma espécie nativa.

## Descrição
Trata-se de uma espécie marinha.